# Maciej Nędza-Kubiniec
Maciej Nędza-Kubiniec (* 24. April 1990 in Zakopane) ist ein polnischer Biathlet und vormaliger Skilangläufer.
Maciej Nędza-Kubiniec lebt in Kościelisko uns startet zunächst für den KS AZS AWF Katowice und wechselte dann zum BKS WP Kościelisko. Der Student begann 2003 mit dem Biathlonsport, betrieb zunächst aber vor allem Skilanglauf. Ende 2006 gab er sein internationales Debüt im Slavic Cup, 2007 kamen FIS-Rennen hinzu. Bis 2009 erreichte er mehrfach Top-15-Resultate, doch konnte er sich nicht dauerhaft durchsetzen. Daraufhin konzentrierte er sich ab der Saison 2010/11 auf Biathlon. Erste internationale Meisterschaft wurden die Juniorenweltmeisterschaften 2011 in Nové Město na Moravě, bei denen er Nędza-Kubiniec 74. des Einzels, 49. des Sprints, 58. der Verfolgung und mit Rafał Lepel, Grzegorz Jakubowicz und Mateusz Steć 16. im Staffelrennen. Es folgten die Juniorenrennen bei den Europameisterschaften 2011 in Ridnaun, wo er 38. des Einzels und 47. des Sprint wurde, das Verfolgungsrennen konnte er als überrundeter Läufer nicht beenden. Mit Maria Bukowska, Katarzyna Leja und Rafał Lepel kam er im Mixed-Staffelrennen auf Platz 12. Im weiteren Jahresverlauf folgten die Juniorenrennen der Sommerbiathlon-Weltmeisterschaften 2011 in Nové Město na Moravě, bei denen der Pole 39. des Sprints wurde und das Verfolgungsrennen als überrundeter Läufer nicht beendete.
Es dauerte drei Jahre, bis Nędza-Kubiniec erneut zu Einsätzen, nun bei den Männern im Leistungsbereich, kam. Erstes Großereignis wurden die Europameisterschaften 2014 in Nové Město na Moravě. In Tschechien lief er auf den 80. Platz im Einzel, wurde 78. des Sprints und an der Seite von Grzegorz Jakubowicz, seinem Bruder Andrzej und Krzysztof Guzik 19. des Staffelwettbewerbs.
National gewann Nędza-Kubiniec bei den Polnischen Meisterschaften im Biathlon 2011 mit Grzegorz Bril, Tomasz Sikora und Rafał Lepel mit der Staffel von KS AZS AWF Katowice die Vizemeisterschaft.